# Turanoceratop
El turanoceratop (Turanoceratops) és una espècie de dinosaure ceratop que va viure al Cretaci superior (Turonià mitjà-superior), fa uns 90 milions d'anys. Les seves restes fòssils s'han trobat a la formació de Bissekty de l'Uzbekistan. Podria tractar-se de l'únic membre conegut de la família dels ceratòpsids present fora de Nord-amèrica, i estar entre els ceratòpsids més primitius, encara que no hi ha acord sobre la seva interpretació.
Se'n coneix una única espècie, Turanoceratops tardabilis.